# Геодезичний жезл
Геодезичний жезл (рос.геодезический жезл, англ. geodetic rod, geodetic bar; нім. geodätischer Blockstab m) — взірцева міра довжини у вигляді стержня, виготовленого з інвару.
Застосовується як еталон для періодичного еталонування приладів, що використовуються для високоточних лінійних вимірювань у геодезії.
Поперечний переріз Ж.г. являє собою літеру «Н», вписану в квадрат зі стороною від 33 до 40 мм. Існують трьохметрові і чотирьохметрові жезли.
Для точних вимірів при встановленні і монтажі фізичного та технологічного обладнання застосовують також мірні жезли.